# CHARA (интерферометр)

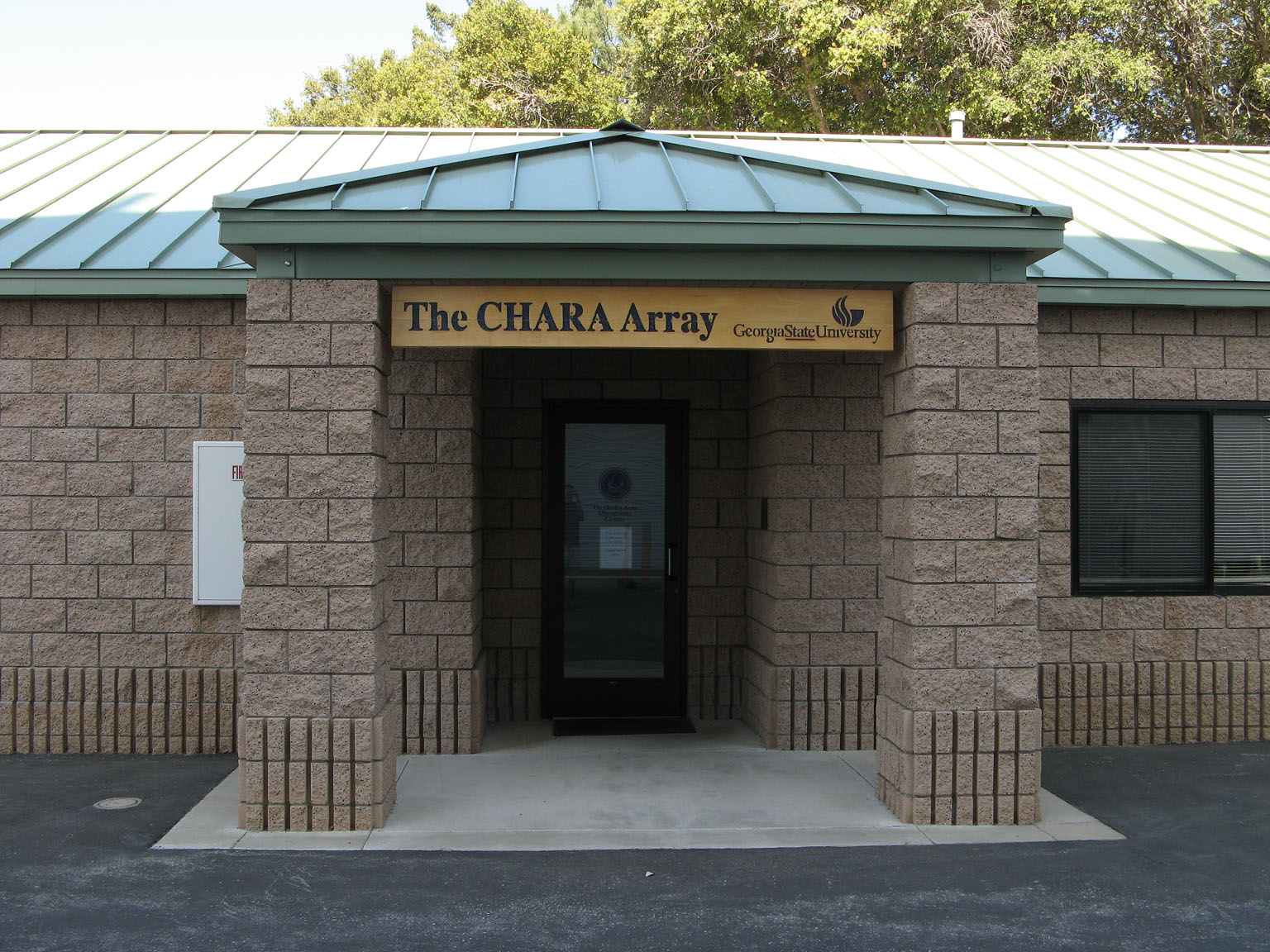
Центр управления CHARA array

CHARA Array является оптическим интерферометром, находящийся под управлением Center for High Angular Resolution Astronomy (CHARA) — Центра астрономии большого углового разрешения из Университета штата Джорджия. CHARA является телескопом с самым высоким угловым разрешением в ближней инфракрасной области спектра (Near-InfraRed). Он находится в обсерватории Маунт-Вильсон, недалеко от Лос-Анджелеса, штат Калифорния.
CHARA состоит из шести 1,0-метровых (40-дюймовых) телескопов, расположенных в форме буквы "Y" на круге 400-метрового диаметра с базой между телескопами от 34 до 331 м. Световой луч проходит через вакуумные трубы и затем оптически объединяется, в здании длиной 100 метров с помощью подвижного зеркала, чтобы сохранить фазу луча, и скомпенсировать земное вращение. CHARA начал использоваться в научных целях в 2002 году, а для регулярных астрономических наблюдений в начале 2004 года. В инфракрасном диапазоне, CHARA имеет разрешение интерферометрических изображений 0,0005 угловых секунд (видимый угловой размер монеты с расстояния 1600 километров (1000 миль)). 
Среди научных результатов, полученных с помощью  CHARA Array можно отметить:
- первое прямое обнаружение гравитационного потемнения на звезде (Регул),
- первые прямые измерения "P-фактора"  в методе Бааде-Весселинка (δ Цефея),
- первое обнаружение экзозодиакальной пыли вокруг звезды главной последовательности (Вега)[2],
- первая модель-независимое измерение диаметра экзопланеты (HD 189733 b),
- первое  измерение углового диаметра звезды (μ Cas),
- первое изображение поверхности звезды главной последовательности (Альтаир)[3],
- первое прямое изображение взаимодействия двойных звёзд (β Лиры).